# 奧斯卡·海因洛特
奧斯卡·海因洛特（Oskar Heinroth ，1871年3月1日—1945年5月31日）是一位德國動物學家，出生於黑森梅因茲-卡斯提爾。1895年獲基爾大學醫學博士學位，1898年到1913年，他便以一名科學助教的身分進行鴨與雁的行為做研究。隨後他成為柏林水族館的主任，在這個職位堅守30年，最後逝世於柏林。
他是第一個將比較型態學應用在動物行為學的科學家，因此成為了動物行為學的始祖之一。他以鴨科動物為對象做了本能行為的研究，並從新發現銘印作用的存在。他曾經與他的學生勞倫茲共同研究，並且最後由勞倫茲將研究成果發表。